# Séisme de 2006 à Hengchun
Le séisme de Hengchun du 26 décembre 2006 est un tremblement de terre sous-marin de 7,2 sur l'échelle de Richter ayant eu lieu au sud de l'île de Taïwan. Il a endommagé des câbles sous-marins de communication. Une partie des communications téléphoniques et Internet sont coupées pour l'Asie de l'Est. Un tsunami de un mètre a frappé les côtes proches, deux personnes sont mortes, environ 40 blessées. Quelques bâtiments se seraient effondrés.

## Référence
1. ↑  (en) Un fort tremblement de terre frappe au large de Taïwan